# Луис Брунето
Луис Брунето (шп. Luis Ángel Brunetto; 1901 — 1968) бивши аргентински атлетичар специјалиста за троскок и скок удаљ, освајач прве олимпијске медаље за Аргентину, петоструки првак Јужне Америке.
У априлу 1924. Брунето је освојио првенство Јужне Америке у Буенос Ајресу са 14,64 м у троскоку. У скоку удаљ изгубио је од Чилеанца Рамира Гарсије за један милиметар и добио сребрну медаљу. На Олимпијским играма одржаним исте године у Паризу Брунето је у квалификацијама имао најбољи троскок са 15,425 м. У финалу га је победио Аустралијанац Ник Винтер надмашивши га за десет центиметара. Брунето је освојио сребрну медаљу и постао први аргентински олимпијац, који је освојио олимпијску медаљу, а до данашњег дана (2014) једини који је медаљу освојио у троскоку. Док је Брунето освајао медаљу и аргентинска поло репрезентација освојила је златну медаљу, тако да је Аргентина освојила своје прве две олимпијске медаље у истом дану.
До краја каријере Брунето није могао надмашити свој најбољи скок са Олимпијских игара у 1924, али је годинама остао најбољи јужноамерички троскокаш. Првенство Јужне Анмерике освајао је 1926, 1927, 1929 и 1931, а 1926. поставио је рекорд првенства са 15,10 м. Заједно са скакачем увис Валериом Валанијом такође Аргентинцем, Брунето је први спортиста који је пет пута освојио првенство Јужне Америке. Био је члан репрезентације Аргентине која је освајала екипно првенство Јужне Америке: 1924, 1926, 1929 и 1931, док је 1927. била друга иза екипе Чилеа. 